# Salicylsäurebenzylester
Salicylsäurebenzylester oder auch Benzylsalicylat ist der Benzylester der Salicylsäure. Es ist eine viskose Flüssigkeit, die einen angenehmen Geruch besitzt und in Wasser wenig, in Alkoholen und Ether leicht löslich ist. Er wird aus dem ätherischen Öl der Landnelke (Dianthus caryophyllus) isoliert und findet als Stabilisator für Parfums, Reinigungsmittel, Sonnenschutzmittel u. a. Verwendung.

## Darstellung und Gewinnung
Die industrielle Herstellung erfolgt durch die Umsetzung von Natriumsalicylat mit Benzylchlorid oder durch eine Umesterung von Salicylsäuremethylester in Gegenwart von Benzylalkohol.

## Gefahrenbewertung
Salicylsäurebenzylester wurde 2018 von der EU gemäß der Verordnung (EG) Nr. 1907/2006 (REACH) im Rahmen der Stoffbewertung in den fortlaufenden Aktionsplan der Gemeinschaft (CoRAP) aufgenommen. Hierbei werden die Auswirkungen des Stoffs auf die menschliche Gesundheit bzw. die Umwelt neu bewertet und ggf. Folgemaßnahmen eingeleitet. Ursächlich für die Aufnahme von Salicylsäurebenzylester waren die Besorgnisse bezüglich der Wirkung als potentieller endokriner Disruptor. Die Neubewertung wurde zurückgezogen.